# Banhatti, Kushtagi
Banhatti là một làng thuộc tehsil Kushtagi, huyện Koppal, bang Karnataka, Ấn Độ.